# Tullia d'Aragona
Tullia d'Aragona, född 1510, död 1556, var en italiensk poet, filosof och kurtisan. Hon är främst känd för Rime della signora Tullia d'Aragona e di diversi a lei, i vilken hon i nyplatonsk anda försvarade kvinnors rätt till sexuell och romantisk autonomi. 

## Verk
- Rime della signora Tullia d'Aragona e di diversi a lei (1547)
- Dialogo dell'Infinità d'Amore (1547)
- Il Meschino, o il Guerino (1560)